# 梅龙街道
梅龙街道，是中华人民共和国安徽省池州市贵池区下辖的一个乡镇级行政单位。

## 行政区划
梅龙街道下辖以下地区：
郭港社区、观前社区、园林社区、新湖社区、先进村、梅龙村、中梅村、胜利村、双惠村、桐梓山村、大同村、建华村、双湖村、新龙村、双岭村和祠堂村。